# Gonzalo Javier Rodríguez
Gonzalo Javier Rodriguez (Buenos Aires, 10 d'abril del 1984) és un jugador de futbol argentí que juga de defensa central, actualment i des del 2012 a l'ACF Fiorentina.

## Trajectòria

### Inicis
Des de petit, Gonzalo practicava futbol en la Ciutat Esportiva San Lorenzo de Almagro en Buenos Aires. Participava dels torneigs infantils i després fou passant per les divisions inferiors del club.

### Debut a primera
A mitjans de l'any 2002, San Lorenzo acabava una reeixida etapa amb Manuel Pellegrini com a Director Tècnic. Havia arribat l'hora de la volta de Rubén Insua al Cicló però aquesta vegada com tècnic de la institució.
Després de l'èxode de l'enginyer i diverses de les figures del planter, la directiva apostava a les promeses del planter blaugrana, entre les quals estava Gonzalo Rodríguez junt a, per exemple, Pablo Zabaleta.
Fou així que el 26 de juliol, per la primera data del Torneig Apertura 2002 Gonzalo debutà en primera divisió en Rosario davant Rosario Central.

### Al San Lorenzo
Poc temps després d'haver debutat, Gonzalo fou afiançans-se en el lloc que havien deixat Horacio Ameli i Fabricio Coloccini, estendards dels torneigs obtinguts en l'etapa anterior. Formà la dupla central junt a Claudio Morel, fonamentals per a l'obtenció de la Copa Suramericana de l'any 2002. Aquella fou la primera volta olímpica de la seva carrera.
Gonzalo jugà per dos anys en el club en un destacat nivell, que li permeté ser convocat en les seleccions Sub-20 i en la selecció major. El seu primer pas vestint la camiseta del club pel que fitxa durà dos anys, ja que en juny de 2004 fou transferit al Vila-real CF valencià.